# Manuel Gómez-Moreno González
Manuel Gómez-Moreno González – hiszpański malarz i archeolog pochodzący z Andaluzji, szczególnie związany z Grenadą. Był opiekunem lokalnej sztuki i zabytków, zaangażowanym w kulturowe życie miasta. Malował dzieła o tematyce historycznej i religijnej, przedstawiał również życie klasy średniej i andaluzyjskich rzemieślników. 

## Życiorys
Pochodził z rodziny o liberalnych poglądach, od pokoleń sympatyzującej z Francją. Pozycja jego rodziny znacznie pogorszyła się wraz ze zmianami w hiszpańskiej polityce. Jego ojciec prowadził w Grenadzie warsztat typograficzny, zajmował się również oprawą i sprzedażą książek. Widząc talent Manuela do malarstwa ojciec zapisał go do Szkoły Sztuk Pięknych w Grenadzie, a następnie do Królewskiej Akademii Sztuk Pięknych św. Ferdynanda w Madrycie. Na akademii studiował w latach 1857–1860, a jego nauczycielami byli m.in. Federico Madrazo, Antonio María Esquivel i Juan Antonio Ribera. W Madrycie z trudem utrzymywał się z restauracji obrazów i grawerstwa, był również kopistą. Po studiach wrócił do Grenady, gdyż nie miał wystarczających środków na utrzymanie w stolicy. 
W Grenadzie pracował jako nauczyciel rysunku w Colegio de San Bartolomé y Santiago de Granada, a później również w tamtejszej Szkole Sztuk Pięknych. Udzielał też lekcji rysunku w darmowej szkole wieczorowej.
Ożenił się z Dolores Martínez Almirón, z którą miał ośmioro dzieci: Manuela (1870), Conchę (1872), Sacramento (1874), Eugenię (1876), Carlosa (1879), bliźniaczki Dolores i Marię Antonię (1882) i José (1885). 
W 1876 r. otrzymał złoty medal na wystawie w Grenadzie za obraz La lectura de la carta, który przyniósł mu również dwuletnie stypendium na studia w Rzymie. Mając 44 lata wyjechał do Włoch w towarzystwie żony i najstarszego syna Manuela. Namalował tam jedno ze swoich najważniejszych dzieł – San Juan de Dios librando a los pobres del incendio del Hospital Real, za które otrzymał II medal na Krajowej Wystawie Sztuk Pięknych w Madrycie w 1881 roku. Powstał tam również obraz La salida de la familia de Boabdil de la Alhambra, przedstawiający rodzinę Muhammada XII opuszczającą Grenadę zdobytą przez Królów Katolickich w 1492 roku.
Po powrocie do Grenady chorował na malarię, mimo to z oddaniem angażował się w propagowanie i rozwój lokalnej sztuki i kultury oraz ochronę zabytków. W 1892 r. napisał przewodnik po Grenadzie (La Guía de Granada), którego edycje wielokrotnie wznawiano, ostatni raz ponad sto lat od pierwszego wydania, w 1998 roku. 
Przyczynił się do powstania Muzeum Archeologicznego, Muzeum Sztuk Pięknych oraz Centrum Sztuki w Grenadzie. Od 1866 r. działał w Komisji Opieki nad Zabytkami (Comisión de Monumentos), przyczyniając się m.in. do ważnych odkryć archeologicznych w Medina Elvira. 
We wrześniu 1890 r. poważny pożar zniszczył część Alhambry, grenadyjskiego zespołu pałacowego. Gómez-Moreno aktywnie starał się o fundusze na renowację obiektu. Nie było to łatwe, gdyż musiał przeciwstawić się środowisku artystycznemu uważającemu Alhambrę za symbol dekadencji, a nie wyjątkowy zabytek z epoki Nasrydów. W 1904 r. udało mu się przekonać króla Alfonsa XIII aby wspomógł renowację i został przez niego mianowany dyrektorem zabytku. Ze względu na swój podeszły wiek i stan zdrowia, Gómez-Moreno obawiał się, że nie sprosta zadaniu. Z pomocą przyszedł mu syn, archeolog i historyk Manuel Gómez-Moreno Martínez. W przeciwieństwie do wcześniejszych zabiegów restauracyjnych, dzięki ich pracy udało się wiernie zachować XIV-wieczny charakter budowli.
W 2012 r. Grenada zorganizowała poświęconą artyście wystawę, na której można było zobaczyć kolekcję 74 dzieł Gómeza-Moreno.

## Wybrane dzieła
- Salida de la familia de Boabdil de la Alhambra, 1880.
- San Juan de Dios salvando del incendio a los enfermos del Hospital Real de Granada, 1880.
- La lectura de la carta, 1876.
- Adela la costurera, 1873.
- Visita inoportuna, 1875.
- Vista de Torres Bermejas, ok. 1887.
- Vuelta de una algarade árabe, 1875.